# Alpen-Strauchschrecke

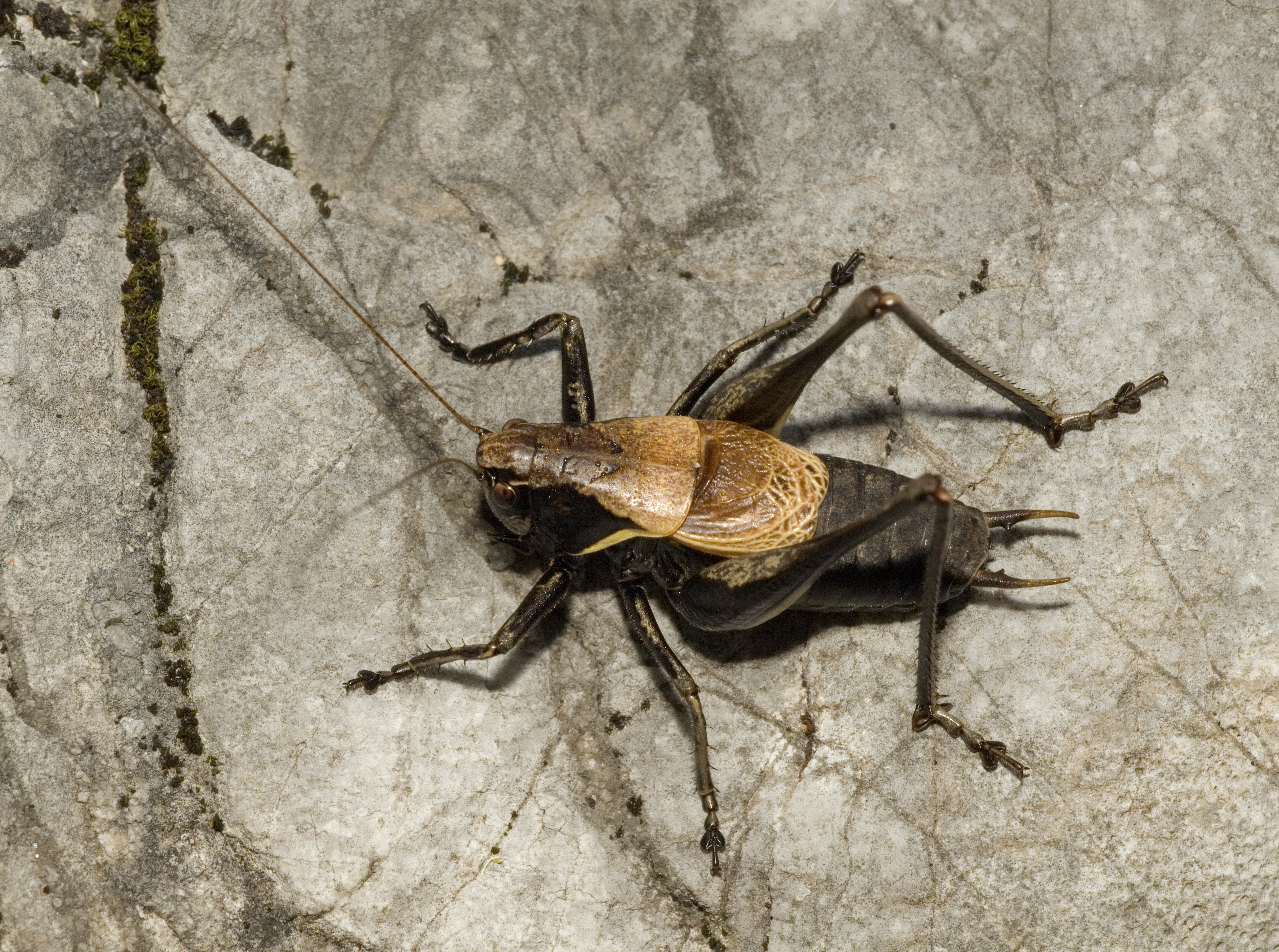
Männchen

Die Alpen-Strauchschrecke (Pholidoptera aptera) ist eine Langfühlerschrecke aus der Überfamilie der Laubheuschrecken (Tettigonioidea). Die Art besiedelt in den Alpen und dem Alpenvorland Lebensräume mit mittelhohem Bewuchs. Die Männchen haben einen auffälligen Gesang, der besonders abends sehr laut zu hören ist.

## Merkmale
Die Alpen-Strauchschrecke wird 19 bis 22 Millimeter (Männchen) und 22 bis 25 Millimeter (Weibchen) lang. Die leicht nach oben gekrümmte Legeröhre (Ovipositor) der Weibchen ist nochmals 19 bis 21 Millimeter lang. Die Männchen sind braunschwarz, selten auch rotbraun gefärbt und haben eine kräftigere und kontrastreichere Färbung als die grau- bis schwarzbraunen Weibchen. Bei den Männchen sind die Seiten des Halsschildes schwarz gefärbt, bei beiden Geschlechtern ist der Hinterrand desselben breit gelblich-weiß gefärbt. Die mittig braunen, an den Rändern gelblich-weiß getönten Vorderflügel sind beim Männchen abgerundet, beim Weibchen treten sie gerade noch unter dem Halsschild hervor. Die Bauchseite ist sowohl beim Männchen als auch beim Weibchen gelb. Die Cerci der Männchen sind nahezu gerade, leicht nach innen gebogen und nach dem ersten Viertel jeweils mit einem spitzen, schwarzen Zahn versehen. Die kräftigen Schenkel (Femora) sind oberseits graubraun marmoriert, an der Außenseite schwarz und auf der Unterseite weiß gefärbt.

## Vorkommen und Lebensraum
Die Tiere kommen in Ost- und Mitteleuropa in den Alpen und dem Alpenvorland vor. In der Schweiz beschränkt sich ihr Vorkommen auf die Ostalpen, die Alpensüdseite und den Schaffhauser Randen, in Deutschland tritt sie südlich der Linie Bodensee, bis südliches München auf. Man findet sie in Höhen von 260 bis 2360 Meter Seehöhe, wobei sie vor allem zwischen 900 und 1700 Meter auftreten. Die Alpen-Strauchschrecke besiedelt Lebensräume mit mittelhohem Bewuchs, wie dicht bewachsene Waldlichtungen oder Kahlschläge, Hochstaudenflure, Adlerfarnflure, steinige, bebuschte Halden, Zwergstrauchgesellschaften und dicht mit Gräsern und krautigen Pflanzen bewachsene Orte. In hohen Lagen werden warme Südhänge bevorzugt.

## Lebensweise
Pholidoptera aptera lebt meist versteckt in der Krautschicht oder an der Basis von Büschen und ist nicht häufig frei sitzend zu beobachten. Die Tiere sind sehr scheu und verstummen sofort, wenn man sich ihnen nähert. Werden sie gestört, lassen sie sich in die Vegetation fallen oder hüpfen weg. Die Weibchen legen ihre Eier in den Erdboden ab, die daraus schlüpfenden Larven benötigen für ihre Entwicklung zwei Jahre. Die adulten Tiere findet man von Juni bis November, mit dem Höhepunkt von Juli bis September.

### Stridulationsorgan, Gesang

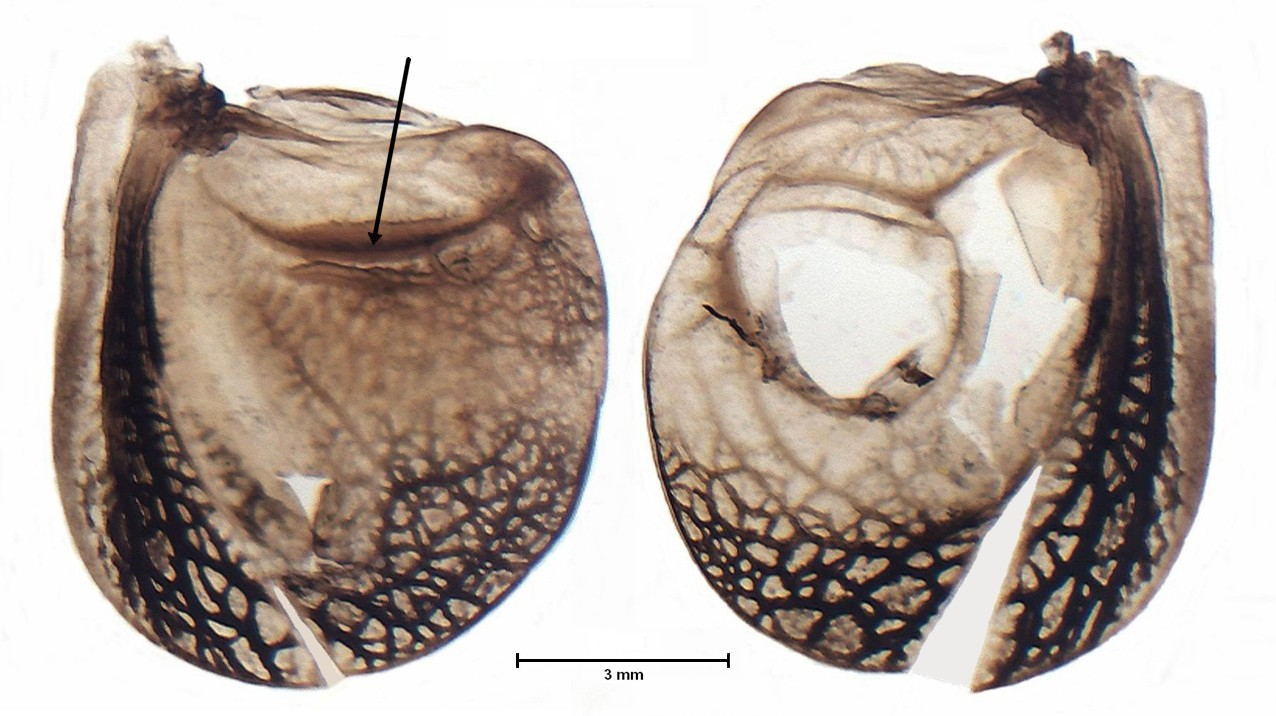
Linker und rechter Vorderflügel eines adulten Männchens. Der Pfeil zeigt auf die aktive Schrillleiste. Die Flügel weisen Beschädigungen auf. Die Einschnitte am Hinterende waren notwendig, um die stark gewölbten Flügel für die Konservierung auszubreiten

Die nachfolgenden Messwerte wurden bei 12 Männchen und 6 Weibchen aus der Umgebung von Werfen, Österreich, und vom Risserkogel bei Tegernsee, Oberbayern, ermittelt. Die erwachsenen Weibchen sind nicht nur am Vorhandensein eines Legebohrers von den Männchen leicht zu unterscheiden, sondern auch an den zurückgebildeten Vorderflügeln (Mittelwert für die Länge: 1,33 Millimeter). Zwar sind auch die Vorderflügel der Männchen reduziert, doch nur bis auf das Stridulationsorgan und dessen nächstes Umfeld (Bild). Ihre Länge beträgt im Mittel 7,08 Millimeter. Auf dem linken Vorderflügel misst die Schrillleiste durchschnittlich 4,04 Millimeter, die mittlere Anzahl der Schrillzähne beträgt 146,67. Die freie Kante der Schrillzähne ist abgeplattet, die beiden vertikalen Kanten tragen Spitzen. Auf dem rechten Vorderflügel lautet der Mittelwert für die Länge der Schrillleiste 3,32 Millimeter, für die Anzahl der Schrillzähne 127,75. Der Spiegel nimmt auf dem rechten Flügel einen beachtlichen Teil des Flügels ein, auf dem linken fehlt er vollständig (Bild). Die Hinterflügel sind bei beiden Geschlechtern sehr kurz. Sie messen bei den Männchen im Mittel 1,64, bei den Weibchen 1,52 Millimeter.
Die Männchen singen vom Nachmittag bis in die späte Nacht. Ihr Gesang ist sehr laut und kann bis zu 50 Meter weit gehört werden und besteht aus einer schnellen Abfolge von kurzen „zri“-Lauten. Mit sinkender Temperatur werden sie in immer größeren Abständen aneinander gereiht und sind dann nur mehr alle ein bis zwei Sekunden zu hören. Am Abend und in der Nacht fallen konkurrierende Männchen häufig in einen Wechselgesang, bei dem das „zri“ des einen immer in die kurze Pause zwischen den zwei „zri“ des anderen fällt.

## Gefährdung
In Deutschland ist die Art in der Roten Liste gefährdeter Arten als Art mit geographischer Restriktion (Kategorie R) gelistet.  In Österreich und der Schweiz ist die Art nicht gefährdet.

## Belege